# Jiaganj Azimganj
Jiaganj Azimganj é uma cidade e um município no distrito de Murshidabad, no estado indiano de Bengala Ocidental.

## Demografia
Segundo o censo de 2001, Jiaganj Azimganj tinha uma população de 47 228 habitantes. Os indivíduos do sexo masculino constituem 51% da população e os do sexo feminino 49%. Jiaganj Azimganj tem uma taxa de literacia de 68%, superior à média nacional de 59,5%: a literacia no sexo masculino é de 73% e no sexo feminino é de 62%. Em Jiaganj Azimganj, 11% da população está abaixo dos 6 anos de idade.